# Unix Wersja 7

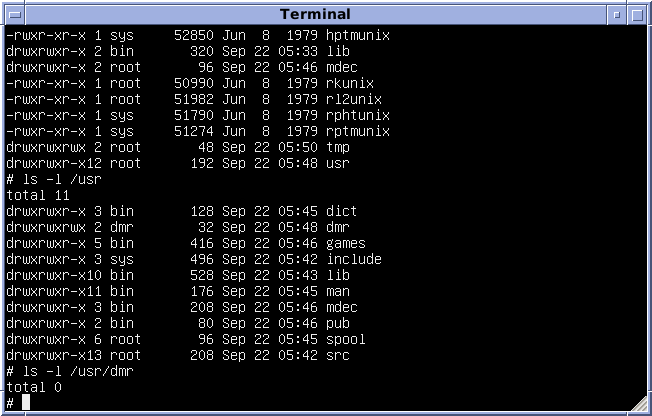
Wersja 7 uruchomiona w programie SIMH, który emuluje komputer PDP-11

Unix Wersja 7 – wczesna wersja systemu operacyjnego Unix stworzona przez Bell Labs i wydana w 1979 roku. Znany także pod nazwami Version 7 Unix, Seventh Edition Unix, Version 7 oraz V7. Został stworzony dla mikrokomputera PDP-11, w późniejszym okresie powstały wersje przeznaczone na inne platformy. Była to zarazem ostatnia, niekomercyjna wersja systemu Unix.